# Mollā Sartīp
Mollā Sartīp (persiska: مُلّا سَرتيپ, سَرتيپ آباد) är en ort i Iran.   Den ligger i provinsen Kohgiluyeh och Buyer Ahmad, i den centrala delen av landet, 600 km söder om huvudstaden Teheran. Mollā Sartīp ligger 1 284 meter över havet och antalet invånare är 113.
Terrängen runt Mollā Sartīp är huvudsakligen kuperad. Mollā Sartīp ligger uppe på en höjd. Runt Mollā Sartīp är det ganska glesbefolkat, med 24 invånare per kvadratkilometer. Närmaste större samhälle är Bāsht, 12,3 km nordost om Mollā Sartīp. Omgivningarna runt Mollā Sartīp är i huvudsak ett öppet busklandskap.